# ビバホーム
ビバホームは、アークランズが運営するホームセンターチェーンの店舗ブランド。本項では、2022年8月まで運営を行っていた株式会社ビバホーム（英文社名：VIVA HOME CORPORATION）についても記述する。

## 概要
株式会社ビバホームは、元はトステムの関連会社であり、2001年以降はトステムがINAXなどと経営統合して発足したLIXILグループの子会社「株式会社LIXILビバ」となっていた。
「ホームセンタームサシ」を経営する同業他社のアークランドサカモトが、2020年6月9日付で資本業務提携と株式公開買付け (TOB) を実施した上で、株式会社ビバホームを買収すると発表。TOB・株式併合・自己株式取得などの手続きを経て、アークランドサカモトの完全子会社となった。
2022年9月1日付で、アークランドサカモト（同日付でアークランズへ商号変更）へ吸収合併され、株式会社ビバホームは解散。同日以降、全店舗がアークランズ直轄による運営となった。

## 沿革
- 1977年（昭和52年）

LIXILビバ時代のロゴ

  - 4月1日 - ビバホーム株式会社（初代）を設立。
  - 「ビバホーム」第1号店として福島県に須賀川店を開店。
- 1987年（昭和62年） - 東京証券取引所市場第2部へ株式上場。
- 1989年（平成元年） - 東京証券取引所市場第1部へ指定。
- 1992年（平成4年）4月 - ビバホーム株式会社（初代）が、トステムビバ株式会社（初代）へ商号変更。
- 1993年（平成5年）6月 - トップ商事株式会社（現法人）を設立。
- 2000年（平成12年）12月21日 - トップ商事株式会社が、ビバホーム株式会社（2代目）へ商号変更。
- 2001年（平成13年） - グループ事業再編
  - 3月31日 - トステムビバ株式会社が、小売事業を完全子会社のビバホーム株式会社（2代目）へ営業譲渡[4]。
  - 4月1日 - トステム株式会社が、トステムビバ株式会社（初代）を吸収合併[4]。
  - ストアブランドを「トステムビバ」としたが、後に「ビバホーム」へ戻す。
  - 「ヴィシーズ」事業を開始。
  - ビバホーム株式会社（2代目）が、トステムビバ株式会社（2代目）へ商号変更。
- 2003年（平成15年） - 「スーパービバホーム」事業を開始（1号店・鴻巣店）。
- 2009年（平成21年） - 「建デポ」事業を開始（1号店・野田店）。
- 2011年（平成23年）
  - 4月1日 - トステムビバ株式会社（2代目）から株式会社LIXILビバに商号変更[5]。
  - 6月10日 - スーパービバホーム・ビバモールとしては関西地区初出店となる、ビバモール寝屋川（スーパービバホーム寝屋川店を核に、リフォーム&デザインセンター・ヴィシーズも併設）をオープン。
  - 10月5日 - スーパービバホーム東大阪店を、ニトリモール東大阪内にオープン。
- 2012年（平成24年）
  - 4月1日 - 「建デポ」事業を株式会社LIXILへ統合（なお、2015年10月1日に株式会社LIXILから分社化された株式会社建デポの運営となり、2019年6月3日に株式会社建デポがコーナン商事株式会社の100%子会社となる）。
  - 6月20日 - 北海道初の大型店舗となる、スーパービバホームウイングベイ小樽店をオープン。ホームセンターの居抜き出店としては日本国内最大級となる。[要出典]
  - 9月12日 - 関西地区で3店舗目となる、スーパービバホーム橿原店をオープン。
- 2014年（平成26年）11月10日 - 本社を埼玉県上尾市大字上から、埼玉県さいたま市浦和区上木崎に新築した、スーパービバホームさいたま新都心店（ビバモールさいたま新都心）6・7階に移転。
- 2017年（平成29年）4月12日 - 東京証券取引所1部上場。
- 2018年（平成30年）7月18日 - 九州地区初出店となる、スーパービバホーム佐賀店を佐賀県佐賀市のイオン佐賀ショッピングセンター内にオープンし、九州地区へ進出[6]。
- 2019年（平成31年・令和元年）
  - 3月23日 - ビバホーム豊島5丁目店オープン。
  - 9月27日 - 公正取引委員会より下請代金支払遅延等防止法第4条第2項第3号（不当な経済上の利益の提供要請の禁止）違反を指摘され是正勧告を受ける[7]。
- 2020年（令和2年）
  - 2月22日 - 山梨県初出店となるスーパービバホーム甲斐敷島店が先行オープン。4日後の同月26日にテナントが開業し、ビバモール甲斐敷島としてグランドオープン。当初は2019年8月[8]開業予定だったが、約半年延期[9]された。
  - 4月24日 - 2020新型コロナウイルス感染拡大に伴い、5月2日 - 5月6日の間「来ないでください宣言」として全国すべての店舗[注釈 1]で休業することを発表[10]。
  - 6月9日 - アークランドサカモトが、TOBによりLIXILビバを買収すると発表[1]。
  - 7月30日 - アークランドサカモトがLIXILグループ以外の株主から、TOBにより議決権所有割合ベースで39.29%の株式を取得[11]。
  - 8月31日 - 株式会社イズミからゆめタウン宗像を購入し、ビバモール赤間にリブランド[12]。
  - 10月20日 - 東京証券取引所1部上場廃止[13]。
  - 10月22日 - 株式併合により、株主がLIXILグループとアークランドサカモトのみとなる。
  - 11月9日 - 株式譲渡により、アークランドサカモトの完全子会社となる。
  - 11月10日 - 株式会社ビバホーム（3代目）に商号変更。
- 2022年（令和4年）9月1日 - 親会社のアークランドサカモトがビバホームを吸収合併[14]、同時にアークランズ株式会社に社名変更。旧ビバホーム本社はアークランズの関東本部となる。

## 店舗
2022年1月時点で、関東・甲信を基盤に、北海道、東北（宮城県・福島県のみ）、中部（静岡県・三重県・愛知県・岐阜県のみ）、関西（大阪府・兵庫県・奈良県のみ）、九州（福岡県・佐賀県・熊本県）に出店している。北陸・中国・四国には出店していない。
現行店舗の詳細については、公式ウェブサイト「店舗案内」を参照。

### 業態
ビバホーム・スーパービバホーム

- ホームセンター。大型店を「スーパービバホーム」と称している。

ビバモール
- ビバホームもしくはスーパービバホームと他種の店舗を併設したショッピングモール型店舗。
  - ビバモール加須
  - ビバモール東松山
  - ビバモール座間
  - ビバモール和泉中央
  - ビバモール赤間

アークスクエア
- ビバモールと同様のショッピングモール型店舗で、アークランズ統合後に開業した店舗。
  - アークスクエア御経塚（2023年6月28日オープン[15] - アークスクエア第1号店
  - アークスクエア湘南平塚（2024年10月25日オープン）[16]
  - アークスクエア茨木目垣（2025年5月25日オープン）[17]

ヴィシーズ
- アートクラフト・ホビー店。一部店舗を旧アークランドサカモトから展開していた類似業態の店舗名「アークオアシス」に改称しており[18][19][20]、2023年6月現在では高崎店（群馬県高崎市）の1店舗のみの展開となっている。

ビバホームプロ

- 業務向け商品に特化した店舗。2022年8月3日開店の日高店（埼玉県日高市）から展開を開始した[21]。また2023年8月30日には2号店である「ビバホームプロ浦和さいど店」（埼玉県さいたま市浦和区）が、既存の店舗を改装するかたちでオープンした[22]。